# Az ifjú Olsen banda és a fekete arany
Az ifjú Olsen banda és a fekete arany (eredeti cím: Olsenbanden jr. og det sorte gullet) 2009-ben bemutatott egész estés norvég film, amelyet Arne Lindtner Nass rendezett. A forgatókönyvet Peder Hamdahl Naess írta, a producere Roy Anderson volt, a főszerepekben Oskar Oiestad, Jonas Hoff Oftebro, Fridtjof Tangen, Petter Westlund, Lina Sorlie Strand látható.
Norvégiában 2009. október 30-án mutatták be a mozikban. Magyarországon az M2-n vetítették le.

## Szereplők
| Szereplő      | Színész            | Magyar hang |
| ------------- | ------------------ | ----------- |
| Egon          | Oskar Oiestad      |             |
| Kjell         | Jonas Hoff Oftebro |             |
| Benny         | Fridtjof Tangen    |             |
| Dinamit Harry | Petter Westlund    |             |
| Valborg       | Lina Sorlie Strand |             |